# ツシマヒラタクワガタ
ツシマヒラタクワガタ（対馬平鍬形、Dorcus titanus castanicolor）は、クワガタムシ科・クワガタ属・ヒラタクワガタ亜属のヒラタクワガタの亜種で、日本では最長のクワガタムシである。
ツシマとは長崎県の対馬のことであり、種小名はcastani-（栗）color（色）で体色を示す。
日本のヒラタクワガタの亜種は、放虫による遺伝子汚染が問題となっている。

## 形態
体長は♂50mm - 87.4mm、♀25mm - 40mm。
野生における日本のクワガタムシの中では最長で、84mmの個体が確認されている。
大アゴは他の日本産ヒラタクワガタと比べ、直線的に長く発達するのが特徴。なお、逆に体幅は比較的細くなる傾向がある。
第一内歯は大アゴの根元から1/5付近にあり、先端の内歯は強く突出する。
体色は黒から褐色であり、学名の通り 上翅が栗色に近い個体も見られる。
野生では50mm - 65mm程度が多い。
似た特徴を持つ国内亜種としては壱岐のイキヒラタクワガタや五島列島のゴトウヒラタクワガタが知られる。

## 分布
対馬、中国北部（遼寧省）、朝鮮半島、済州島、珍島など。対馬へは、朝鮮半島と九州とその周辺の島々が地続きだった時代に、進出してきたと考えられている。朝鮮半島の物はファソルトヒラタと呼ばれ、別亜種にされているが、ツシマヒラタのシノニムである。

## 生態
低地から山地までの広葉樹の森林に生息し、生息数はやや多く、対馬では最も多く見られる種類である。
成虫は、活動期が5月から10月であり、
アカメガシワやカシ、クヌギ、コナラなどの樹液などを餌としていて、根元から樹上高くまで、広く活動している。
夜行性であり、灯火（明かり）にも飛来するが、まれに昼間でも活動する。
メスは 広葉樹の立枯れの地中部や、倒木の下部などに産卵する。
成虫での寿命は2 - 3年である。
産卵から約1ヵ月ほどで孵化した幼虫は、やや湿度の高い朽木のなかで生活し、その朽木を食べて育つ。
幼虫期間は約1年である。
幼虫は、春に蛹室を作り始め、約1ヵ月かけて蛹となる。
蛹になってから約1ヵ月ほど経つと、羽化し、成虫となる。
成虫は すぐには活動せず、約1ヵ月ほど経ってから、蛹室を出て活動を開始する。
同じく対馬にはチョウセンヒラタクワガタも生息し、交雑個体も確認されているが、体格からツシマヒラタクワガタが優位な関係にある。
ツシマヒラタクワガタは海岸付近の林から内陸の森林地帯にまで幅広く生息し樹木の地上付近から高い位置まで活動する、チョウセンヒラタクワガタは海岸付近の林に多く、地上に近い部分で活動する。 また、時間帯による活動の違いもあると言われている。